# NGC 487
NGC 487 (другие обозначения — MCG −3-4-56, PGC 4958) — спиральная галактика (Sa) в созвездии Кит.
Этот объект входит в число перечисленных в оригинальной редакции «Нового общего каталога».
Во втором Индекс-каталоге было исправлено значение прямого восхождения NGC 487.